# 利奇菲爾德縣 (康涅狄格州)
利奇菲爾德郡（英語：Litchfield County）是美国康乃狄克州西北部的一個郡，北鄰麻薩諸塞州，西鄰纽约州，面積2,446平方公里。根據2020年美國人口普查，共有人口18萬5,186人。與本州其餘七個郡一樣，本郡既無郡治又無郡政府。本郡成立於1751年，郡名來自英国的同名城。

## 地理
根據美国人口调查局的數據，利奇菲尔德县的總面積是2446km²（945 mi²）。陸地佔有2383km²（920 mi²），餘下之64km² （25 mi²，相等于2.61%）則為水域。

## 人口
根据美国人口调查局於2000年時所作的统计，利奇菲尔德县有182193名居民，71551戶及49584個家庭。其人口結構如下：95.77%為白人、1.10%為黑人和非洲裔美國人、0.18%為美洲原住民、1.17%為亞洲人、0.02%為太平洋島嶼人、0.68%為其他種族、1.09%為由數個種族相合以成（即混血兒）、2.14%的人口為西班牙裔或拉丁美洲任何種族、14.80%為意大利人、14.80%為愛爾蘭人、10.60%為英國人、6.30%為法國人及9.20%為德國人。
利奇菲爾德郡共有71551戶，其中32.10%有未滿18歲的孩子與他們同住、57.20%與配偶生活在一起、8.60%是一位女人居住而沒有與丈夫同居、而30.70%是沒有成家之人。
在利奇菲爾德郡人口中有24.60%的年齡是在18歲以下、5.70%是從18嵗至24歲的人、29.80%是從25歲至44歲的人、25.70%是45至64歲和14.20%的人在65歲以上。其人民平均年齡為40歲，每100名女性便有約92.50名男性。
此郡每戶入息中位數為56273美元，每家則為66445美元。男性的入息中位數為45586美元，而女性則為31870美元。人均收入為28408美元。約2.70%的家庭和4.50%的人口處於貧窮線以下，當中有4.30%未滿18歲、5.40%達65歲或以上。

## 外部連結
- National Register of Historic Places listing for Litchfield Co., Connecticut（页面存档备份，存于）
- Northwest Connecticut Arts Council（页面存档备份，存于）
- Northwest Connecticut Convention and Visitors Bureau
- Northwestern Connecticut Community College in Winsted

Template:利奇菲爾德郡 (康涅狄格州)